# Karin Berg-Idar
Karin Maria Berg-Idar, född Berg 17 februari 1915 i Stockholm, död 2001, var en svensk konstnär.
Hon var dotter till överläkaren Sigurd Berg och Tullia Elisabet Henningsson samt gift från 1940 med Erik Idar.
Efter avlagd studentexamen 1934 studerade Berg-Idar studerade vid Valands målarskola i Göteborg 1935–1937 och vid Konsthögskolan i Stockholm 1937–1940. Hon medverkade i utställningen Unga tecknare på Nationalmuseum och i samlingsutställningar i Västerås, Sala, Uppsala, Danmark, Tyskland, Tjeckoslovakien och Norge. Bland hennes offentliga arbeten märks utsmyckning för Centrallasarettet i Västerås och en gång- och cykeltunnel i Västerås. Vid sidan av sitt eget skapande var hon cirkelledare i målning vid ABF och TBV samt konstterapeut vid barn- och ungdomspsyk-kliniken vid centrala sjukhuset i Västerås 1955–1975. Berg-Idar är representerad vid Moderna museet, Västerås konstförening, Lahti museum, Statens konstråd och i ett flertal kommuner och landsting.